# Il gigante (film)
Il gigante (Giant) è un film del 1956 diretto da George Stevens. La pellicola è passata alla storia come l'ultimo dei tre film in cui compare come protagonista James Dean, la cui improvvisa morte in un incidente stradale avvenne proprio sul finire delle riprese nel settembre 1955.
James Dean, Rock Hudson e Mercedes McCambridge si sono fregiati di tre delle nove candidature all'Oscar assegnate a questo film, tratto dal leggendario romanzo di Edna Ferber, che alla fine vinse unicamente l'Oscar alla miglior regia. Nel 2005 è stato scelto per la conservazione nel National Film Registry della Biblioteca del Congresso degli Stati Uniti. Nel 1998 l'American Film Institute l'ha inserito all'ottantaduesimo posto della classifica dei migliori cento film statunitensi di tutti i tempi.

## Trama

Liz Taylor e James Dean in una scena

Jordan "Bick" Benedict, discendente da una ricca famiglia di allevatori del Texas, sposa Leslie Lynnton, una ragazza originaria del Maryland. I primi anni trascorrono tra numerose difficoltà, legate soprattutto al fatto che Leslie deve vincere l'ostilità della cognata Luz e abituarsi al modo di pensare locale, assai diverso da quello della sua famiglia d'origine, sfociando in incomprensioni all'interno della coppia poi superate soprattutto con la nascita dei tre figli. Bick Benedict, uomo all'antica dai solidi valori etici, nota presto i mutamenti del suo mondo, ma non riesce ad adattarvisi, un atteggiamento che causa una progressiva e inarrestabile discesa economica e sociale.
Tra i braccianti di Bick spicca un giovane povero ma ambizioso, Jett Rink, che gode delle simpatie di Luz, ma che ama segretamente Leslie per il suo temperamento forte e ribelle. Luz muore in un incidente cadendo da cavallo e lascia a Jett in eredità un piccolo appezzamento di terreno che, nonostante le insistenze di Bick, egli si rifiuta di vendere ai Benedict. Jett ha l'obiettivo di diventare un uomo ricco e di prestigio come gli altri proprietari terrieri e di farsi accettare da loro: avere finalmente un terreno suo è il primo passo verso la vita che desidera. Jett lavora alacremente per perseguire il suo sogno e presto rileva nel terreno ereditato dei notevoli giacimenti di petrolio, che gli conferiscono la ricchezza tanto sognata. Di questa scoperta beneficiano anche gli altri proprietari terrieri della zona, tra cui i Benedict, nonostante proprio Bick si fosse sempre rifiutato in precedenza di far eseguire la ricerca petrolifera nel terreno.
Negli anni successivi gli scontri in famiglia tra Leslie e Bick continuano, in particolare riguardo all'educazione dei figli, che non vogliono proseguire l'attività del padre. La frattura maggiore si evidenzia in particolar modo quando Jordan, il figlio maggiore che ha intrapreso la carriera di medico invece di occuparsi delle proprietà di famiglia, sposa Juana, un'infermiera messicana. La figlia Judy sposa invece il fidanzato storico Bob, un vero texano, con il quale però decide di avere una fattoria tutta loro, invece di riprendere la gestione della proprietà familiare.
Alcuni anni dopo Jett inaugura un sontuoso albergo invitando tutte le famiglie texane più in vista, per dimostrare finalmente la sua appartenenza a quel mondo. Tra loro è presente anche la famiglia Benedict, e Jett ne approfitta per far la corte alla figlia Luz, che rimane conquistata da tanto prestigio. Intanto Juana deve affrontare un episodio di razzismo: il personale del parrucchiere dell'hotel rifiuta di servirla poiché messicana e a nulla vale l'intervento di Jordan, che viene percosso a tradimento da Jett, il quale deve però fare i conti con la realtà: viene snobbato dai suoi ospiti, occupati a intrattenersi gli uni con gli altri. Leslie lo affronta e, di fronte all'evidenza che lui era ed è invaghito di lei, gli dice che non lo ha mai amato e che corteggiare sua figlia per ripicca non cambierà le cose. Jett ha un alterco nella sala dei vini con Bick che vuole vendicare l'affronto a Jordan, durante il quale vedendo un Jett ubriaco e in disfacimento rifiuta di percuoterlo e, dopo avergli detto che non vale la pena di sporcarsi le mani perché ormai è finito, si limita a far cadere a cascata numerosi scaffali di vino; Jett allora rientra nella sala dei ricevimenti, barcollante e troppo ubriaco per tenere il discorso. Appisolatosi sulla sedia, si risveglia solo nella sala oramai vuota, mentre un temporale violento spacca le vetrate; qua, completamente ubriaco, tiene una patetica conferenza dichiarando il suo amore mai corrisposto per Leslie, causa di tanto rancore verso la famiglia Benedict. A questa scena partecipa Luz accompagnatavi dallo zio, la quale in questo modo si rende conto della realtà e smette di difendere Jett.
Di ritorno dalla disastrosa inaugurazione i Benedict si fermano a mangiare in una tavola calda. Qui si nota il cambiamento di Bick, che difende nipote e nuora dai commenti razzisti da parte del proprietario con il quale arriva ben presto alle mani in una memorabile scazzottata in cui però Bick ha la peggio. I Benedict si ritirano nella loro casa in cui, nonostante i contrasti e le amarezze, proseguiranno serenamente la loro vita, sempre insieme e ancora innamorati. La macchina da presa inquadra per ultimi i due nipotini, uno bianco e l'altro meticcio.

## Titolo
Il film è tratto dal romanzo omonimo scritto da Edna Ferber nel 1949 e il gigante a cui si allude è lo Stato del Texas, all'epoca il maggiore dei 48 Stati americani.

## Riprese
Il film venne girato nella cittadina di Marfa nell'estate del 1955.

## Critica
(Leo Pestelli)

## Riconoscimenti
- 1957 - Premio Oscar
  - Migliore regia a George Stevens
  - Candidatura come miglior film a George Stevens e Henry Ginsberg
  - Candidatura come miglior attore protagonista a James Dean
  - Candidatura come miglior attore protagonista a Rock Hudson
  - Candidatura come miglior attrice non protagonista a Mercedes McCambridge
  - Candidatura alla migliore sceneggiatura non originale a Fred Guiol e Ivan Moffat
  - Candidatura alla migliore scenografia a Boris Leven e Ralph S. Hurst
  - Candidatura ai migliori costumi a Moss Mabry e Marjorie Best
  - Candidatura al miglior montaggio a William Hornbeck, Philip W. Anderson e Fred Bohanan
  - Candidatura alla miglior colonna sonora a Dimitri Tiomkin
- 1957 - Golden Globe
  - Candidatura come miglior film drammatico
  - Candidatura come migliore regia a George Stevens
- 1957 - David di Donatello
  - Miglior produttore straniero a Jack L. Warner